# Indonesische doorstroom
De Indonesische doorstroom (ITF) (Engels: Indonesian Throughflow) is een zeestroom in het westen van de Grote Oceaan in de overgang naar de Indische Oceaan in de Indonesische Archipel.
De Indonesische doorstroom ontstaat grotendeels in de Celebeszee ten zuiden van de Filipijnen waar vanuit het noordoosten vanuit de Filipijnenzee de Mindanaostroom de zee binnenstroomt. Vanuit de Celebeszee stroomt de Indonesische doorstroom grotendeels via de Straat Makassar. Hier gaat een zijtak zuidwaarts via de Balizee en Straat Lombok naar de Zuid-Javastroom en de hoofdtak via de Floreszee naar het oosten. Daar gaat een tak zuid- en zuidwestwaarts via de Straat Ombai en de Sawuzee en een tak verder oostwaarts via de Bandazee naar de Arafurazee, waar de zeestroom afbuigt naar het zuiden en via de Timorzee in zuidwestelijke richting stroomt.
Ten zuiden van de Kleine Soenda-eilanden stromen de Zuid-Javastroom, Indonesische doorstroom en Oostelijke gyralstroom samen en vormen de westwaartse Indische Zuidequatoriale stroom.
De zeestroom stroomt door de mariene ecoregio Celebeszee/Straat Makassar, door de mariene ecoregio Kleine Sunda-eilanden, door de mariene ecoregio Bandazee, door de mariene ecoregio Bonapartekust en door de mariene ecoregio Exmouth naar Broome.